# Alfred Jones (bokser)
Alfred Jones (ur. 1 października 1946 w Detroit) – amerykański bokser, medalista olimpijski z 1968.
Startował w kategorii średniej (do 75 kg). Zdobył w niej brązowy medal igrzyskach olimpijskich w 1968 w Meksyku po wygraniu trzech walk i porażce w półfinale z późniejszym złotym medalistą  Chrisem Finaganem z Wielkiej Brytanii.
Zwyciężył w turnieju Golden Gloves w 1965. Był mistrzem Stanów Zjednoczonych w wadze średniej w 1968.
W 1969 przeszedł na zawodowstwo. Wygrał pierwsze 12 walk (w tym 7 przed czasem). ale w kolejnej został z nokautowany przez Dave’a Thacha w lutym 1971 i zakończył karierę. Nie walczył ze znanymi przeciwnikami.